# 布拉格火车总站

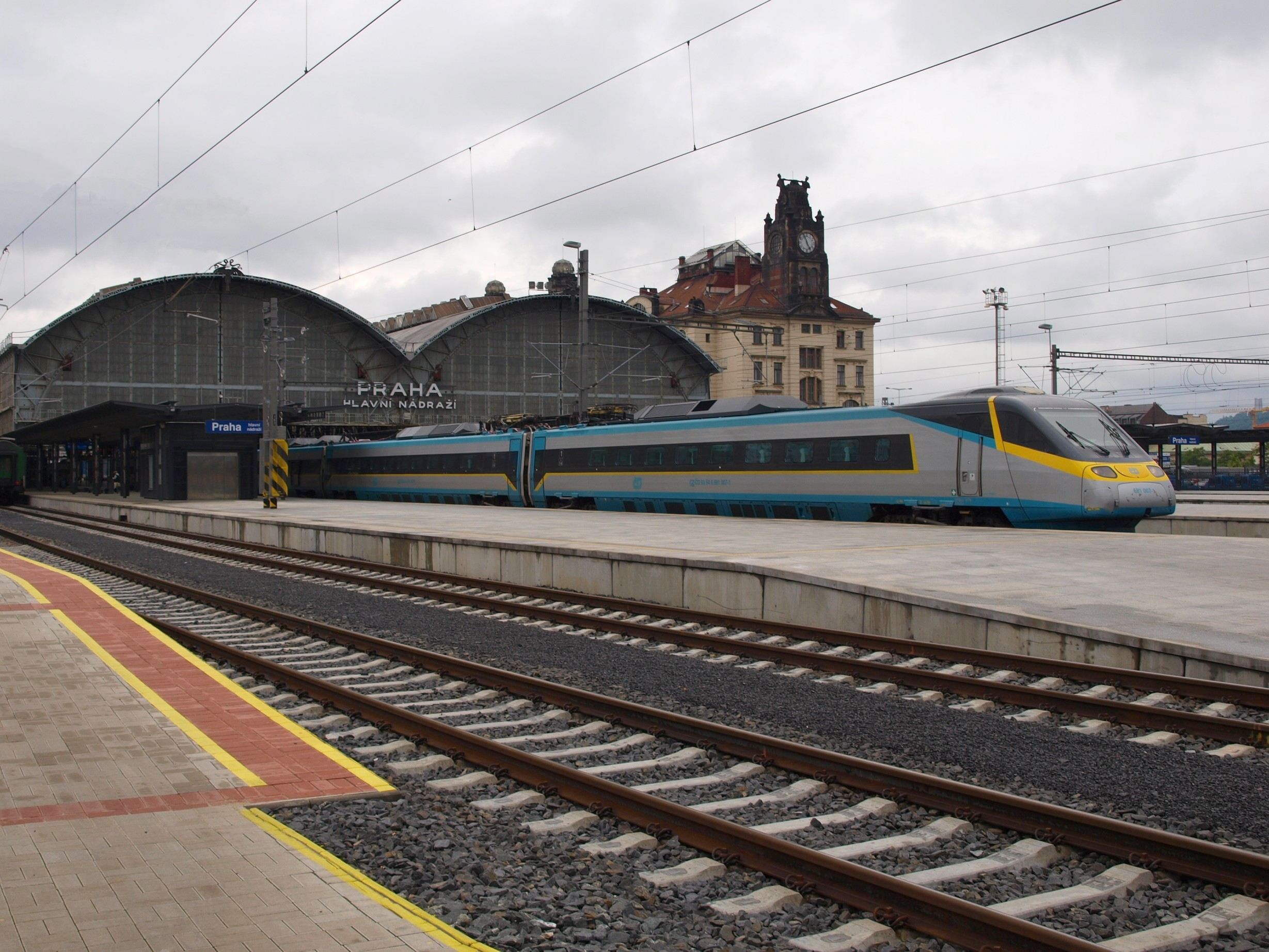
車站月台

布拉格火车总站，捷克首都布拉格市的主要火车站，为捷克最大的火车站之一。1871年，布拉格火车站建成，当时称作弗朗茨·约瑟夫车站，得名于当时的奥匈帝国君主弗朗茨·约瑟夫一世。捷克第一共和国时期，以及1949年至1953年，该火车站称作威尔逊车站，得名于美国前总统伍德罗·威尔逊。
2011年，意大利公司Grandi Stazioni对它完成了翻新工程。

## 轉乘
該站可轉乘布拉格地铁C線。

## 图片
- 新藝術風格的舊車站大廳
- 原出入口
- 新車站大廳
- 铁道與月台